# خارگیل
خارگیل (نام علمی: Durio) (در متون طب سنتی دُریان، دوریان) میوهٔ گیاهی با نام علمی خارگیل سموری (Durio zibethinus) متعلق به تیرهٔ پنیرکیان (Malvaceae) و راستهٔ پنیرک‌سانان است که طول آن به سی سانتیمتر و قطر آن به پانزده سانتیمتر می‌رسد و وزن آن یک تا سه کیلوگرم است؛ ظاهری کروی و گاه بیضوی و پوستهٔ آن پوشیده از خار و به رنگ سبزقهوه‌ای و رنگ گوشتهٔ آن زرد کمرنگ است و دارای بویی خاص و شدید (از نظر برخی مطبوع و برخی نامطبوع) است به طوری که در مالزی ورود آن به هواپیما و برخی هتل‌ها ممنوع شده‌است. این میوه بومی اندونزی و مالزی و برونئی است. البته در مالزی معروف به میوه جهنمی می باشد.

## ارزش خوراکی
خارگیل خام دارای ۶۵٪ آب، ۲۷٪ کربوهیدرات (شامل ۴٪ فیبر غذایی)، ۵٪ چربی و ۱٪ پروتئین است. ۱۰۰ گرم خارگیل خام یا تازهٔ یخ‌زده ۳۳ درصد از نیاز روزانهٔ تیامین و مقدار متوسط دیگر ویتامین‌های گروه ب، ویتامین ث و منگنز (۱۵ تا ۲۰ درصد نیاز روزانه) را فراهم می‌کند.

## گونه‌ها
- قهوه سودانی Durio zibethinus
- Durio acutifolius
- Durio affinis
- Durio beccarianus
- Durio bruneiensis
- Durio bukitrayaensis
- Durio burmanicus
- Durio carinatus
- Durio crassipes
- Durio dulcis
- Durio excelsus
- Durio grandiflorus
- Durio graveolens
- Durio griffithii
- Durio kinabaluensis
- Durio kutejensis
- Durio lanceolatus
- Durio lissocarpus
- Durio lowianus
- Durio macrantha
- Durio macrolepis
- Durio macrophyllus
- Durio malaccensis
- Durio mansoni
- Durio oblongus
- Durio oxleyanus
- Durio pinangianus
- Durio purpureus
- Durio singaporensis
- Durio testudinarius
- Durio wyatt-smithii